# Zmienna diagnostyczna
Zmienna diagnostyczna – wartość jaką uzyskuje się na podstawie zmiennych prognostycznych w modelu ogólnej cyrkulacji atmosfery lub oceanu czy modelu prognozy pogody podczas rozwiązywania równań fizycznych. 
Zazwyczaj jest to strumień promieniowania, opad deszczu, pokrywa chmur, i wiele innych wartości, które zależą od takich wielkości jak temperatura czy prędkość wiatru (zmienne prognozowane w modelu).